# ملعب حلبجة
ملعب حلبجة هو ملعب متعدد الأغراض يقع في حلبجة شمال العراق. يتم إستخدامه حاليًا في الغالب لمباريات كرة القدم وهو بمثابة الملعب الرئيسي لنادي حلبجة. الملعب يستوعب 9000 مشجع.